# 吉田健二
吉田 健二（よしだ けんじ、1935年1月1日 - ）は、日本のアニメーションプロデューサー、漫画原作者、イラストレーター。株式会社竜の子プロダクション第2代社長・初代会長。京都府京都市出身。

## 来歴・人物
- ペンネームは丸山健二（まるやま けんじ、芥川賞作家の丸山健二と同姓同名になったのは偶然）。タツノコプロ創業経営者一族の「吉田三兄弟」の次男で、兄は漫画家・アニメ原作者・タツノコプロ初代社長の吉田竜夫、弟は漫画家・アニメプロデューサー・タツノコプロ第3代社長の九里一平。タツノコプロ作品などのデザイナー・イラストレーターの吉田すずかと、アニメ制作会社Production I.G役員でアニメのカラーデザイナー、アニメ制作者だった石川みちるは姪にあたる。
- 16歳頃から、京都ですでに挿絵画家として活動を始めていた兄・竜夫の仕事を手伝い始める。その後漫画家となり上京した竜夫の後を追い、23歳の時に弟の吉田豊治（九里一平）とともに上京。竜夫や九里一平のマネージャーを務めながら、丸山健二のペンネームを用いて貸本漫画の表紙絵を描いたり、タツノコプロの漫画作品の原作を手がけた。タツノコプロがアニメ制作に乗り出した後は自らの創作はやめ、プロデューサー・企画などの重責を担うとともに、タツノコプロの経済的な面での経営の一切を切り盛りした。『ハクション大魔王』『アニメンタリー 決断』『新造人間キャシャーン』など、多くのタツノコプロ制作アニメでプロデューサーを務めた。また、脚本も執筆し、丸山健二のペンネームはその際にも用いた。
- 竜夫の死後、後を継いで就任したタツノコプロ社長在任中の10年間は、ほとんどのタツノコアニメで制作（製作）者として指揮を執った。独自のプロダクションを設立しタツノコを離れていた時代には、テレビアニメ『横山光輝 三国志』（1991年、テレビ東京系）の制作に携わった。その後タツノコに復帰後の会長在任中には『マッハGoGoGo』のリメイク版（1997年）のエグゼクティブプロデューサーなどを務めた。
- 機動戦士ガンダムシリーズなどのアニメのメカニックデザインで名高い大河原邦男によれば、タツノコプロに入社した当時、車の免許を得ているからと言う理由で制作進行に配属されそうになったが、「せっかく美術の大学を出ているのだから」と言う当時専務であった吉田の進言により、大河原は美術部に配属されることに決まった。この吉田による進言がなければ大河原はタツノコプロを早々に退社していたと語っている[1]。

## 略歴
- 1935年 - 京都府京都市生まれ
- 1958年 - 弟の九里一平と共に上京。
- 1962年 - 竜夫、九里一平の三兄弟でタツノコプロを設立。取締役専務に就任。
- 1977年 - 竜夫の死去に伴い、タツノコプロの第2代社長に就任。
- 1987年 - タツノコプロ社長を退任、タツノコプロも退社。「遊エンターテインメント」を設立。
- 1995年 - タツノコプロに復帰し、初代の会長に就任。
- 2005年 - 7月、タツノコプロが大手玩具メーカーのタカラの子会社になった事に伴い、会長を退任。社長だった九里一平も同時に退任したため、吉田家はタツノコの経営から離れた。

## 参考資料
- 原口正宏、赤星政尚、長尾けんじ 『タツノコプロ・インサイダーズ』 講談社、2002年、ISBN 4063301796